# Siwani
Siwani é uma cidade  no distrito de Bhiwani, no estado indiano de Haryana.

## Demografia
Segundo o censo de 2001, Siwani tinha uma população de 15 849 habitantes. Os indivíduos do sexo masculino constituem 53% da população e os do sexo feminino 47%. Siwani tem uma taxa de literacia de 57%, inferior à média nacional de 59,5%: a literacia no sexo masculino é de 66% e no sexo feminino é de 46%. Em Siwani, 17% da população está abaixo dos 6 anos de idade.